# Campionato oceaniano maschile di pallacanestro 1997
Il 14º campionato oceaniano maschile di pallacanestro FIBA (noto anche come FIBA Oceania Championship 1997) si è svolto dal 1º giugno al 4 giugno 1997 in Nuova Zelanda.
I campionati oceaniani maschili di pallacanestro sono una manifestazione biennale tra le squadre nazionali del continente, organizzata dalla FIBA Oceania. Storicamente questo torneo è disputato dalle sole nazionali dell'Australia e della Nuova Zelanda.

## Squadre partecipanti
- Australia
- Nuova Caledonia
- Nuova Zelanda

## Turno preliminare
1º giugno
| Nuova Zelanda | 136–41 | Nuova Caledonia |

2 giugno
| Australia | 97–75 | Nuova Zelanda |

3 giugno
| Australia | 138–46 | Nuova Caledonia |

## Finale
4 giugno
| Australia | 85–67 | Nuova Zelanda |

## Campione
Australia
(13º titolo)